# Marco Rosenzweig
Marco Rosenzweig (* 15. Januar 1996 in Bayreuth) ist ein deutscher Fußballspieler. 

## Karriere
Noch als A-Jugendlicher debütierte Rosenzweig am 15. März 2014 in der zweiten Mannschaft der SpVgg Unterhaching in der Bayernliga beim 1:1-Unentschieden gegen die SpVgg Hankofen-Hailing. Ebenfalls noch als A-Jugendlicher feierte er sein Profidebüt für die erste Mannschaft des Vereins in der 3. Liga. Am 25. Mai 2016 wurde er von Trainer Claus Schromm bei der 0:1-Niederlage gegen den FC Rot-Weiß Erfurt in der Halbzeitpause für Pascal Köpke eingewechselt. Mit der ersten Mannschaft musste er aus der 3. Liga in die Regionalliga Bayern absteigen.
In der neuen Liga debütierte Rosenzweig am 17. Juli 2015 beim 2:2 gegen die zweite Mannschaft des FC Ingolstadt 04. Sein erstes Tor für Unterhaching erzielte der Defensivspieler am 27. Oktober 2015 beim 3:0-Sieg gegen RB Leipzig in der 2. Runde des DFB-Pokals. In der 23. Minute traf er zum zwischenzeitlichen 2:0 nach Vorlage von Markus Einsiedler. Nach der Saison 2021/2022 gab Rosenzweig seinen Abschied aus Buchbach bekannt, Grund dafür ist eine Promotionsstelle in Melbourne. Rosenzweig hat  einen Master of Science in der Fachrichtung "Aerospace".